# Козловский район (Калининская область)
Ко́зловский район — административно-территориальная единица в составе РСФСР, существовавшая в 1937—1956 годах.
Административный центр — село Козлово.
Образован 9 июля 1937 года в составе Карельского национального округа Калининской области. Население района составляло 13,8 тысяч человек, 65 % — карелы. 7 февраля 1939 года Карельский национальный округ ликвидирован, район переподчинён непосредственно облисполкому.
В 1940 году в состав района входили следующие сельсоветы:
1. Больше-Козловский
2. Ермеевский
3. Захаровский
4. Нивищенский
5. Нагорненский
6. Никулинский
7. Овинниковский
8. Олехновский
9. Орешкинский
10. Петровский
11. Раменский
12. Язвинский

Упразднён 4 июля 1956 года. Территория вошла в состав Спировского района.
Сегодня территория бывшего Козловского района входит в состав Спировского, Вышневолоцкого и Максатихинского районов Тверской области.